# Slim Trabelsi
Slim Trabelsi (ur. 9 maja 1993 w Tunisie) – tunezyjski zapaśnik walczący w stylu wolnym oraz zawodnik mieszanych sztuk walki wagi ciężkiej. Złoty medalista igrzysk afrykańskich w 2015 i mistrzostw Afryki w 2013 i 2014. Wicemistrz igrzysk śródziemnomorskich w 2013. Triumfator mistrzostw śródziemnomorskich w 2014. Drugi na mistrzostwach Afryki juniorów 2011 i siódmy na MŚ juniorów 2013 roku. Mistrz federacji Ares FC w wadze ciężkiej z 2022.

## Osiągnięcia

### Mieszane sztuki walki
- Ares Fighting Championship
  - 2022: Mistrz Ares Fighting Championship w wadze ciężkiej

## Lista zawodowych walk w MMA
| Wynik   | Bilans | Przeciwnik (bilans przed walką) | Rozstrzygnięcie                  | Runda | Czas | Rozgrywki                                      | Data       | Miejsce   | Uwagi                                                          |
| ------- | ------ | ------------------------------- | -------------------------------- | ----- | ---- | ---------------------------------------------- | ---------- | --------- | -------------------------------------------------------------- |
| Wygrana | 8-0    | Abraham Bably (5-0)             | Decyzja (niejednogłośna)         | 3     | 5:00 | PFL 10: 2024 PFL World Championship            | 29.11.2024 | Rijad     | Debiut w PFL.                                                  |
| Wygrana | 7-0    | Louie Sutherland (6-2)          | Decyzja (jednogłośna)            | 3     | 5:00 | Bellator Champions Series 2: Mix vs. Magomedov | 17.05.2024 | Paryż     |                                                                |
| Wygrana | 6-0    | Davion Franklin (6-1)           | TKO (kontuzja nogi)              | 1     | 3:09 | Bellator 300                                   | 07.10.2023 | San Diego | Debiut w Bellator MMA                                          |
| Wygrana | 5-0    | Azamat Nuftillaev (12-0-1)      | TKO (ciosy pięściami w parterze) | 2     | 3:55 | Ares FC 8: Tekenah vs. Siric                   | 02.09.2022 | Paryż     | Zdobył pas mistrzowski Ares FC w wadze ciężkiej. Co-Main Event |
| Wygrana | 4-0    | Luis Henrique (13-8. 1 NC)      | Decyzja (jednogłośna)            | 3     | 5:00 | Ares FC 7: Abdoul vs. Amoussou                 | 25.06.2022 | Paryż     | Debiut w Ares FC                                               |
| Wygrana | 3-0    | John Winter (4-0)               | TKO (ciosy pięściami)            | 1     | 4:51 | Levels Fight League 4                          | 13.03.2022 | Amsterdam |                                                                |
| Wygrana | 2-0    | Ryan Spillane (0-0)             | TKO (ciosy pięściami)            | 2     | 0:37 | Levels Fight League 2                          | 25.07.2022 | Amsterdam | Co-Main Event                                                  |
| Wygrana | 1-0    | Jules Layani (0-0)              | Decyzja (jednogłośna)            | 3     | 5:00 | Gladiator Fighting Arena 11                    | 23.03.2019 | Nîmes     | Debiut w MMA                                                   |